# Gina Bass Bittaye
Gina Mariam Bass Bittaye (* 3. Mai 1995 in Tubakuta als Gina Bass) ist eine gambische Leichtathletin, die sich auf den Sprint spezialisiert hat. Sie ist Inhaberin der Landesrekorde im 100- und 200-Meter-Lauf und wurde 2022 und 2024 Afrikameisterin im 100-Meter-Lauf und siegte zudem 2019 über 200 Meter sowie 2023 über 100 und 200 Meter bei den Afrikaspielen. Damit zählt sie zu den erfolgreichsten Leichtathletinnen ihres Landes.

## Sportliche Laufbahn
International in Erscheinung trat sie erstmals 2011 bei den Jugendweltmeisterschaften nahe Lille auf, bei denen sie im 100-Meter-Lauf mit 12,44 s in der ersten Runde ausschied. Anschließend erreichte sie bei den Commonwealth Youth Games in Douglas das Halbfinale über 100 Meter, in dem sie mit 12,24 s ausschied, während sie im 200-Meter-Lauf mit 25,07 s im Vorlauf ausschied. 2015 nahm sie erstmals an den Afrikaspielen in Brazzaville teil und erreichte über beide Distanzen jeweils das Halbfinale, in dem sie mit 11,97 s bzw. 24,13 s ausschied. Im Jahr darauf gewann sie bei den Afrikameisterschaften in Durban mit einer nationalen Rekordzeit von 22,92 s die Bronzemedaille hinter der Ivorerin Marie-Josée Ta Lou und Alyssa Conley aus Südafrika. Über 100-Meter erreichte sie das Halbfinale, in dem sie mit 11,63 s ausschied. Bei den Olympischen Sommerspielen in Rio de Janeiro startete sie für Gambia im 200-Meter-Lauf und schied dort im fünften Vorlauf mit einer Zeit von 23,43 s aus.
2017 siegte Bass bei den Islamic Solidarity Games in Baku in 11,56 s über 100 Meter und gewann in 23,15 s die Silbermedaille über 200 Meter hinter der Bahrainerin Edidiong Odiong. Bei den Weltmeisterschaften in London trat sie über 200 Meter an und schied dort mit 23,56 s in der Qualifikation aus. 2018 nahm sie an den Commonwealth Games im australischen Gold Coast teil und erreichte über beide Distanzen das Halbfinale, in dem sie mit 11,64 s bzw. 23,60 s ausschied. Zu Beginn des Jahres 2019 litt sie zunächst an einer Beinverletzung. Überraschend gewann sie bei den Afrikaspielen in Rabat in 11,13 s die Silbermedaille über 100 Meter hinter der Ivorerin Marie-Josée Ta Lou sowie wenig später Gold über 200 Meter mit einem neuen Landesrekord von 22,58 s. Damit qualifizierte sie sich auch für die Weltmeisterschaften in Doha, bei denen sie über 100 Meter mit 11,24 s im Halbfinale ausschied und über 200 Meter mit 22,71 s im Finale den sechsten Platz belegte. 2020 startete sie ausschließlich in der Halle und stellte in Frankreich mit 7,11 s einen Landesrekord im 60-Meter-Lauf auf. Im Jahr darauf qualifizierte sie sich über die Weltrangliste über 100 Meter für die Olympischen Spiele in Tokio und verbesserte dort im Vorlauf den gambischen Landesrekord auf 11,12 s und schied dann mit 11,16 s im Halbfinale aus. Über 200 Meter qualifizierte sie sich über die Qualifikationsmarke, die sie bereits 2019 unterboten hatte und erreichte auch dort das Semifinale, in dem sie mit 22,67 s ausschied. Während der Eröffnungsfeier war sie, gemeinsam mit dem Leichtathleten Ebrima Camara, die Fahnenträgerin ihrer Nation.
2022 gelangte sie bei den Hallenweltmeisterschaften in Belgrad bis ins Halbfinale über 60 Meter und schied dort mit 7,31 s aus. Im Juni verbesserte sie bei den Afrikameisterschaften in Port Louis den Landesrekord über 100 Meter im Halbfinale auf 11,08 s und siegte dann im Finale in windunterstützten 11,06 s. Sie war damit die erste Person aus Gambia, die eine Goldmedaille bei Leichtathletik-Afrikameisterschaften gewann. Zudem gewann sie mit der gambischen 4-mal-100-Meter-Staffel in 44,97 s gemeinsam mit Fatou Sowe, Maimouna Jallow und Nyimasata Jawneh die Bronzemedaille hinter den Teams aus Nigeria und Südafrika. Anschließend siegte sie in 11,02 s beim Meeting de Dakar und erreichte zudem bei den Weltmeisterschaften in Eugene das Halbfinale über 200 Meter, in dem sie mit 22,71 s ausschied. Daraufhin gelangte sie bei den Commonwealth Games in Birmingham mit 23,13 s auf den fünften Platz über 200 Meter und siegte dann in 22,63 s bei den Islamic Solidarity Games in Konya. Zudem siegte sie dort auch mit der gambischen 4-mal-100-Meter-Staffel in 43,83 s. Im Jahr darauf siegte sie in 11,1 s über 100 Meter sowie in 23,1 s über 200 Meter beim Grand Prix International de Douala und im Juli verbesserte sie den Landesrekord über 100 Meter auf 11,05 s. Im August schied sie bei den Weltmeisterschaften in Budapest mit 11,19 s im Halbfinale über 100 Meter und mit 23,10 s im Halbfinale über 200 Meter aus. 2024 schied sie bei den Hallenweltmeisterschaften in Glasgow mit 7,21 s im Semifinale über 60 Meter aus. Anschließend siegte sie in 11,36 s bei den Afrikaspielen in Accra über 100 Meter sowie in 23,13 s auch im 200-Meter-Lauf. Im April siegte sie in 11,33 s beim Kip Keino Classic und im Juni siegte sie in 11,15 s bei der Bauhaus-Galan in Stockholm. Anschließend verteidigte sie bei den Afrikameisterschaften in Douala in 11,14 s ihren Titel und verpasste mit der Staffel mit 55,21 S den Finaleinzug. Beim Meeting de Paris wurde sie in 11,09 s Zweiter über 100 Meter und anschließend schied sie bei den Olympischen Sommerspielen in Paris mit 11,10 s im Halbfinale aus. Auch über 200 Meter schied sie mit 22,66 s im Semifinale aus. Zudem war sie Fahnenträgerin Gambias während der Eröffnungs- und Abschlussveranstaltung der Spiele. Im September siegte sie in 11,13 s beim Hanžeković Memorial. 
Hauptberuflich arbeitet Bass als Polizistin. 2019 äußerte sie, dass sie aufgrund der geringen Unterstützung und niedriger Prämien weder ein Haus noch ein Auto besitze. Um 2019 waren die Ivorerin Marie-Josée Ta Lou und ihr Landsmann Adama Jammeh ihre Trainingspartner.

## Familie
Am 21. Oktober 2023 heiratete sie ihren Manager Mustapha Bittaye, zuvor konvertierte sie zum Islam.

## Persönliche Bestzeiten
- 100 Meter: 10,93 s (+0,5 m/s), 18. Mai 2024 in Fort-de-France (gambischer Rekord)
  - 60 Meter (Halle): 7,11 s, 19. Februar 2020 in Liévin (gambischer Rekord)
- 200 Meter: 22,58 s (+1,8 m/s), 30. August 2019 in Rabat (gambischer Rekord)

## Auszeichnungen und Ehrungen
- 2021: Ehrenbürgerwürde (the keys to the city) von Kanifing Municipal[8]